# European Astronaut Centre
F
El European Astronaut Centre (EAC) és un centre de l'Agència Espacial Europea i seu de l'European Astronaut Corps. Està situat a Colònia (Alemanya), i es divideix en quatre sectors separats, que són Entrenament, Medicina, Educació i PR
, i Gestió d'Astronautes. Proveeix d'instal·lacions d'entrenament a astronautes europeus, particularment pel que fa a maquinari de l'Agència Espacial Europea per a l'ISS
{{ com el laboratori orbital Columbus i el vehicle de transferència automatitzat (ATV, de l'anglès Automated Transfer Vehicle). Generalment, l'organització de l'European Astronaut Centre s'encarrega d'organitzar l'entrenament d'astronautes europeus en els centres d'altres socis, com els Estats Units (Johnson Space Center), Rússia (Ciutat de les Estrelles), Canadà (Saint-Hubert) o Japó (Tsukuba).
La branca d'Operacions Mèdiques (el Crew Medical Support Office) es concentra en proveir de suport relacionat amb la salut els astronautes europeus i les seves famílies. La gestió d'astronautes dona suport i dirigeix les carreres i col·locacions de les missions dels astronautes, i Educació i PR participen en activitats relacionades amb l'educació i la divulgació i la representació adequada dels astronautes europeus i les seves activitats espacials al públic.